# Christian Rijavec
Christian Rijavec (* 18. April 1972 in Klagenfurt) ist ein ehemaliger österreichischer Freestyle-Skier. Er war auf die Disziplin Aerials (dt. Kunstspringen) spezialisiert.

## Werdegang
Rijavec wuchs in Wien, Velden am Wörther See und Seefeld in Tirol auf. In Tirol begann 1987 auch seine Karriere als Ski-Freestyler. Ab 1988 wurde er von Hugo Bonatti gefördert. Im selben Jahr nahm Rijavec erstmals an österreichischen Staatsmeisterschaften teil, 1989 gab er in Altenmarkt im Pongau sein Debüt im Europacup. Bei seinem ersten Antreten im Weltcup 1990 in La Plagne belegte Rijavec den 13. Platz und landete somit auch erstmals in den Weltcup-Punkterängen.
Bei den Internationalen Jugend-Meisterschaften 1991 in Le Sauze gewann er in der Disziplin Aerials seinen ersten internationalen Titel. Nachdem er erfolgreich in die Saison 1991/92 gestartet war, reiste er zu den Olympischen Winterspielen 1992 in Albertville und nahm dort am Freestyle-Demonstrationswettbewerb teil. Nach Rang acht in der Qualifikation erreichte er im Wettbewerb Platz 13. Im März gelang ihm in Inawashiro als Fünfter erstmals eine Platzierung unter den besten zehn.
Bei den Freestyle-Skiing-Weltmeisterschaften 1993 in Altenmarkt im Pongau landete er auf Rang 14. Zu Beginn der Saison 1993/94 gelang es Rijavec in Tignes erstmals, als Dritter das Podium zu erreichen. Noch besser verliefen die Rennen in Piancavallo und Blackcomb, in denen er Rang zwei erreichte.
Bei den Olympischen Winterspielen 1994 in Lillehammer gehörte Freestyle-Skiing erstmals zum festen olympischen Programm. Rijavec startete als einer der Medaillenfavoriten, kam aber am Ende über Rang 14 nicht hinaus. Bereits nach wenigen Weltcups in der Saison 1994/95 gelang ihm in Piancavallo am 21. Dezember 1994 sein erster Weltcup-Sieg. Auch in Blackcomb und Breckenridge stand er ganz oben auf dem Podest.
Bei den Freestyle-Skiing-Weltmeisterschaften 1995 in La Clusaz gewann Rijavec die Silbermedaille in der Disziplin Aerials. Im Januar 1996 gewann er den Weltcup in Lake Placid sowie wenig später auch in Mont-Tremblant. Die Saison beendete er auf Rang zwei der Aerials-Gesamtwertung sowie Rang acht der Weltcup-Gesamtwertung. In den folgenden Jahren gelang es ihm jedoch nicht mehr, an diesen Erfolg anzuknüpfen.
Zu Beginn der Saison 1996/97 gelang ihm in Mont-Tremblant erneut der Erfolg im Weltcup. Bei den Freestyle-Skiing-Weltmeisterschaften 1997 verpasste er eine Medaille als Fünfter knapp. Bei seinem letzten Weltcup der Saison in Hundfjaellet gelang ihm noch einmal ein Sieg. Es blieb sein letzter im Weltcup. Bei den folgenden Olympischen Winterspielen 1998 verpasste er als Siebenter erneut eine olympische Medaille.
Bei den Freestyle-Skiing-Weltmeisterschaften 1999 sicherte sich Rijavec in den Aerials noch einmal die Silbermedaille. Nachdem er jedoch die folgenden acht Jahre nicht mehr an die Weltspitze zurückkehren konnte, beendete er schließlich 2007 seine aktive Karriere.
Neben seiner sportlichen Karriere wirkte Christian Rijavec als Komponist, Musiker und Sänger. Er schuf 5 Musikalben und Videoclips sowie diverse Singles.

## Sportliche Erfolge
- 1 Goldmedaille bei Internationalen Jugend-Meisterschaften in La Sauze(FRA)
- 3 Teilnahmen an Olympischen Winterspielen
- 2 Silbermedaillen bei Weltmeisterschaften
- 25 Podestplätze im Weltcup, davon 8 Siege
- 4 Europacupsiege
- 1 Europacup-Gesamtsieg
- 3 Podestplätze auf der US-Pro-Tour, davon 1 Sieg
- 2 Euro-Pro-Tour-Gesamtsiege (4 Podestplätze, davon 3 Siege)
- 12-facher österreichischer Staatsmeister
- Rekord – am 8. Januar 1995 erreichte er in Blackcomb (Kanada) als Erster die Punktehöchstzahl für ein full-full-full (drei Salti und drei Schrauben)